# Académie norvégienne de musique
Pour les articles homonymes, voir NMH.
L'Académie norvégienne de musique (NMH, norvégien : Noregs musikkhøgskole) est un collège universitaire et le plus ancien établissement d'enseignement musical de Norvège en activité, situé à Oslo. Certains des plus grands interprètes norvégiens y ont été formés. 

## Histoire
L'histoire des précurseurs de ce conservatoire de musique remonte à 1883. Cette année-là, Ludvig Mathias Lindeman et son fils Peter Brynie Lindeman fondent l'Organistskolen, qui est bientôt agrandie et rebaptisée Conservatoire de musique de Christiania en 1894, puis Conservatoire de musique d'Oslo (Musikkonservatoriet i Oslo). En 1973, cette institution est dissoute et transférée au Conservatoire de musique norvégien. En l'honneur de la famille Lindeman, qui a dirigé le conservatoire pendant des décennies, la salle de concert du Conservatoire de musique norvégien porte le nom de salle Lindeman (Lindemansalen).
L'école propose des licences en musique classique, musique d'église, jazz, musique folklorique, direction d'orchestre et composition, ainsi que des programmes indépendants de licence et de maîtrise. L'école propose également des masters dans presque tous ces domaines. En outre, le collège propose un certain nombre de cours de formation continue et de cours annuels. L'institution mène également des travaux de recherche et de développement dans le domaine de la musique. 
Le recteur à partir de 2021 est Astrid Kvalbein. La directrice à partir de 2023 est Kristel Jæger Skorge. Le NMH forme des musicothérapeutes, des instrumentistes, des chanteurs, des musiciens d'église, des éducateurs musicaux, des chefs d'orchestre, des compositeurs, des technologues de la musique et des accordeurs de piano.

## Recteurs
- Robert Levin (1973–1979)[3]
- Harald Herresthal (1980–1982)
- Harald Jørgensen (1983–1989, 2002–2005)
- Benny Dahl-Hansen (1989–1990)
- Bjørn Boysen (1991–1998)
- Jens Harald Bratlie (1999–2002)
- Eirik Birkeland (2005–2012)
- Peter Tornquist (2013–2021)
- Astrid Kvalbein (depuis 2021)